# Алокуція
Алокуція (від лат. allocutio букв. «Звернення з промовою») з римської курії — звернення Папи Римського до колегії кардиналів з промовою щодо будь-якої церковної або політичної обставини.
Алокуція зустрічається переважно тоді, коли справа йде про порівняння певним чином зовнішніх відносин з офіційними поясненнями, що надаються в палатах конституційними міністрами на пред'явлені їм запити, або з декретами, які напр. Наполеон I на початку однієї з його воєн оголосив Сенатові, або з новорічними промовами Наполеона III, які часто містили в собі безпосередньо практичну тенденцію.
Політика Римського престолу часто користується алокуцією з метою охорони (гарантування) будь-якого принципу або ж заради захоронення собі на майбутній час відомого застереження, що в сучасному моменті не малося на увазі. У новітній час звернула на себе особливу увагу алокуція, оприлюднена Григорієм XVI і водночас віднесена до «Кельнського спору», а також оголошена Пієм IX. Останній особливо користувався алокуцією проти «субальпинського» (італійського) уряду, а також і проти уряду Німецької імперії.